# Colin Pitchfork
Colin Pitchfork (nascido em março de 1960, em Newbold Verdon, Inglaterra) é um criminoso britânico, o primeiro condenado no Reino Unido por homicídio com base em evidências de um exame de DNA. Pitchfork violou e assassinou duas meninas de 15 anos, a primeira Lynda Mann em Narborough, Leicestershire, em novembro de 1983, e a segunda Dawn Ashworth em Enderby, também, em Leicestershire, em julho de 1986. Ele foi preso em 19 de setembro de 1987, e condenado à prisão perpétua em 22 de janeiro de 1988, depois de admitir os dois assassinatos.
Liberação
Apesar de tudo isto, foi libertado a 1 de Setembro de 2021, após cumprir apenas 33 anos da pena.
Retorno à prisão
Colin retornou à cadeia após 2 meses de sua liberação, com 60 anos de idade. Segundo relatos, seu comportamento estava gerando preocupação à justiça, pelo fato de Colin estar se aproximando de algumas jovens. Além disso, seu comportamento de tentar burlar o polígrafo também gerou um alerta, já que o criminoso estava utilizando técnicas de respiração durante o interrogatório.